# 'Na tazzulella 'e ca...baret
'Na tazzulella 'e ca...baret è l'album di debutto del cantante e cabarettista italiano Federico Salvatore, pubblicato nel 1989 dalla Zeus Record s.r.l.

## Tracce
1. Per una notte d'amore... Mannaggia a me! Mannaggia a me! – 9:55
2. Leggere attentamente le istruzioni per le modalità d'uso – 3:10
3. Senza peli... sulle lingue – 3:12
4. All'uscita di scuola – 8:47
5. Vajass... rap – 3:23
6. Autopark in love – 4:00